# Calendari femení de l'UCI 2024
El calendari femení de la UCI 2024 reuneix les competicions femenines de ciclisme de carretera organitzades sota el reglament de la Unió Ciclista Internacional durant la temporada 2024.
L'UCI World Tour femenina 2024 es presenta per separat. Els critèriums no puntuen.

## Calendari de les proves
| 20 de gen                   | Trofeu Marratxi-Felanitx                                | 1.1   | Noemi Rüegg (EF Education-Cannondale)                                |
| 20 de gen                   | Gravel and Tar La Femme                                 | 1.2   | Kate McCarthy                                                        |
| 21 de gen                   | Trofeu Palma Femina                                     | 1.1   | Magdeleine Vallieres (EF Education-Cannondale)                       |
| 22 de gen                   | Trofeu Binissalem-Andratx                               | 1.1   | Eleonora Gasparrini (UAE Team ADQ)                                   |
| 28 de gen                   | Women Cycling Pro Costa De Almería                      | 1.1   | Olivia Baril (Movistar Team)                                         |
| 3 de feb                    | Grand Prix Apollon Temple                               | 1.2   | acte esportiu cancel·lat                                             |
| 4 de feb                    | Volta a la Comunitat Valenciana Fèmines                 | 1.1   | Cédrine Kerbaol (Ceratizit-WNT Pro Cycling)                          |
| 15 – 18 de febrer           | Setmana Ciclista Valenciana                             | 2.Pro | Marlen Reusser (SD Worx-Protime)                                     |
| 25 de feb                   | Clàssica d'Almeria femenina                             | 1.1   | Lauren Stephens (Cynisca Cycling)                                    |
| 25 de feb                   | Omloop van het Hageland                                 | 1.1   | Kristen Faulkner (EF Education-Cannondale)                           |
| 27 de feb                   | Le Samyn des Dames                                      | 1.1   | Vittoria Guazzini (FDJ-Suez)                                         |
| 28 de feb                   | Umag Classic Ladies                                     | 1.2   | Sara Fiorin (UAE Development Team)                                   |
| 3 de març                   | Trofeu Oro in Euro                                      | 1.1   | Elisa Longo Borghini (Lidl-Trek)                                     |
| 3 de març                   | Poreč Classic Ladies                                    | 1.2   | Petra Zsanko (RC ARBÖ-Tom Tailor-RBK-Wörgl)                          |
| 4 de març                   | Grand Prix Suf City El Salvador                         | 1.1   | Antri Christoforou (Roland)                                          |
| 5 de març                   | Grand Prix el Salvador                                  | 1.1   | Valentina Basilico (Eneicat-CMTeam)                                  |
| 5 – 9 de març               | Trofeu Ponente in Rosa                                  | 2.2   | Kim Cadzow (EF Education-Cannondale)                                 |
| 6 de març                   | Grand Prix Presidente                                   | 1.1   | Elena Hartmann (Roland)                                              |
| 6 de març                   | Gran Premi Oetingen                                     | 1.1   | Lorena Wiebes (SD Worx-Protime)                                      |
| 8 – 12 de març              | Volta a El Salvador femenina                            | 2.1   | Elena Hartmann (Roland)                                              |
| 8 – 10 de març              | Volta a Extremadura Fèmines                             | 2.2   | Mareille Meijering (Movistar Team)                                   |
| 9 de març                   | Drentse Acht van Westerveld                             | 1.1   | Sofie van Rooijen (VolkerWessels)                                    |
| 13 de març                  | Grand Prix Indes                                        | 1.1   | Aranza Valentina Villalón Sanchez (Soltec Iberoamérica Costa Cálida) |
| 13 de març                  | Nokere Koerse femenina                                  | 1.Pro | Lotte Kopecky (SD Worx-Protime)                                      |
| 14 – 17 de març             | Tour de Normandia femení                                | 2.1   | Mie Bjørndal Ottestad (Uno-X Mobility)                               |
| 14 – 17 de març             | Volta Femenina a Guatemala                              | 2.2   | Valentina Basilico (Eneicat-CMTeam)                                  |
| 27 de març                  | A través de Flandes femení                              | 1.Pro | Marianne Vos (Team Visma \| Lease a Bike)                            |
| 1 de abr                    | Volta a Mouscron                                        | 1.1   | Daria Pikulik (Human Powered Health)                                 |
| 3 de abr                    | Scheldeprijs femenina                                   | 1.1   | Lorena Wiebes (SD Worx-Protime)                                      |
| 3 de abr                    | Région Pays de la Loire Tour femenina                   | 1.2   | Michaela Drummond (Arkéa-B&B Hotels Women)                           |
| 8 – 10 de abril             | Tour de Tailàndia femení                                | 2.1   | Jutatip Maneephan (Thailand Women's cycling team)                    |
| 10 de abr                   | Fletxa Brabançona femenina                              | 1.Pro | Elisa Longo Borghini (Lidl-Trek)                                     |
| 14 de abr                   | Gran Premi de Chambéry                                  | 1.1   | Lore De Schepper (AG Insurance-Soudal NXTG)                          |
| 19 – 23 de abril            | Giro Mediterraneo Rosa                                  | 2.2   | Iara Gillespie (UAE Development Team)                                |
| 20 de abr                   | Omloop van Borsele                                      | 1.1   | Sofie van Rooijen (VolkerWessels)                                    |
| 24 – 28 de abril            | Tour de Gila femení                                     | 2.2   | Lauren Stephens (Cynisca Cycling)                                    |
| 25 de abr                   | Gran Premio della Liberazione femení                    | 1.1   | Chiara Consonni (UAE Team ADQ)                                       |
| 25 – 28 de abril            | Gracia Orlová                                           | 2.2   | Corinna Lechner                                                      |
| 27 de abr                   | Festival Elsy Jacobs à Garnich                          | 1.2   | Marta Lach (Ceratizit-WNT Pro Cycling)                               |
| 28 de abr                   | Festival Elsy Jacobs à Luxembourg                       | 1.2   | Marta Lach (Ceratizit-WNT Pro Cycling)                               |
| 1 de maig                   | Cyclis Classic                                          | 1.2   | Anne Knijnenburg (VolkerWessels)                                     |
| 3 de maig                   | La Classique Morbihan                                   | 1.1   | Eleonora Gasparrini (UAE Team ADQ)                                   |
| 4 de maig                   | Gran Premi de Plumelec-Morbihan femení                  | 1.1   | Silvia Persico (UAE Team ADQ)                                        |
| 4 de maig                   | Gran Premi Eco-Struct                                   | 1.1   | Chiara Consonni (UAE Team ADQ)                                       |
| 5 de maig                   | Trofeu Maarten Wynants                                  | 1.1   | Anniina Ahtosalo (Uno-X Mobility)                                    |
| 8 de maig                   | Clàssica Fèmines de Navarra                             | 1.Pro | Hannah Ludwig (Cofidis)                                              |
| 11 – 12 de maig             | Belgrade GP Woman Tour                                  | 2.2   | Hanna Tserakh (BTC City Ljubljana Zhiraf Ambedo)                     |
| 14 de maig                  | Emakumeen Saria                                         | 1.1   | Cédrine Kerbaol (Ceratizit-WNT Pro Cycling)                          |
| 17 de maig                  | Veenendaal Veenendaal Classic femenina                  | 1.1   | Riejanne Markus (Team Visma \| Lease a Bike)                         |
| 19 de maig                  | Antwerp Port Epic Ladies                                | 1.1   | Iara Gillespie (UAE Development Team)                                |
| 20 de maig                  | Gran Premi Mazda Schelkens                              | 1.1   | Martina Fidanza (Ceratizit-WNT Pro Cycling)                          |
| 22 – 24 de maig             | Tour de Bretanya femení                                 | 2.1   | Grace Brown (FDJ-Suez)                                               |
| 23 – 26 de maig             | Tour de Feminin-O cenu Českého Švýcarska                | 2.2   | Julia Kopecký (AG Insurance-Soudal NXTG)                             |
| 24 – 27 de maig             | Joe Martin Stage Race Women                             | 2.2   | suspesa                                                              |
| 25 de maig                  | Ladies Tour of Estonia                                  | 1.2   | Eline Van Rooijen (Team Coop-Repsol)                                 |
| 25 de maig                  | Omloop der Kempen femenina                              | 1.2   | Sara Fiorin (UAE Development Team)                                   |
| 26 de maig                  | Gran Premi Ciutat d'Eibar                               | 1.Pro | Yurani Blanco Calbet (Laboral Kutxa-Fundación Euskadi)               |
| 27 – 29 de maig             | Tour of Bostonliq Ladies                                | 2.2   | Yanina Kuskova (Tashkent City Women Professional Cycling Team)       |
| 29 de maig – 2 de juny      | Volta a Andalusia femenina                              | 2.1   | Margarita Victoria García Cañellas (Liv AlUla Jayco)                 |
| 2 de juny                   | Alpes Grésivaudan Classic                               | 1.1   | Marion Bunel (St Michel-Mavic-Auber 93)                              |
| 2 de juny                   | Dwars door de Westhoek                                  | 1.1   | Kathrin Schweinberger (Ceratizit-WNT Pro Cycling)                    |
| 7 – 9 de juny               | Volta Ciclista a Catalunya                              | 2.1   | Marianne Vos (Team Visma \| Lease a Bike)                            |
| 8 de juny                   | Dwars door het Hageland femenina                        | 1.1   | Lucinda Brand (Lidl-Trek)                                            |
| 9 de juny                   | Diamond Tour                                            | 1.1   | Chiara Consonni (UAE Team ADQ)                                       |
| 14 – 16 de juny             | Tour femení internacional dels Pirineus                 | 2.1   | Usoa Ostolaza (Laboral Kutxa-Fundación Euskadi)                      |
| 25 – 30 de juny             | Volta a Turíngia femenina                               | 2.Pro | Ruth Winder (Human Powered Health)                                   |
| 28 – 30 de juny             | Volta a Polònia femenina                                | 2.2   | Laura Molenaar (VolkerWessels)                                       |
| 3 – 7 de juliol             | Volta a Portugal femenina                               | 2.2   | India Grangier (Team Coop-Repsol)                                    |
| 6 de jul                    | Ladies Race Slovakia                                    | 1.2   | Viktória Chladoňová                                                  |
| 7 de jul                    | Argenta Classic-2 Districtenpijl                        | 1.1   | Daria Pikulik (Human Powered Health)                                 |
| 14 de jul                   | Grote Prijs Beveren                                     | 1.2   | Fien Van Eynde (Fenix-Deceuninck Development Team)                   |
| 17 – 21 de juliol           | Baloise Ladies Tour                                     | 2.1   | Lorena Wiebes (SD Worx-Protime)                                      |
| 20 de jul                   | La Périgord Ladies                                      | 1.2   | Josie Talbot (Cofidis)                                               |
| 21 de jul                   | La Picto-Charentaise                                    | 1.1   | Sheyla Gutiérrez Ruiz (Movistar Team)                                |
| 23 – 28 de juliol           | Tour de Malàisia femení                                 | 2.2   | suspesa                                                              |
| 25 – 28 de juliol           | Princess Anna Vasa Tour                                 | 2.2   | Lieke Nooijen (Team Visma \| Lease a Bike)                           |
| 30 de jul                   | Kreiz Breizh Elites femenina                            | 1.1   | Anouska Koster (Uno-X Mobility)                                      |
| 2 – 4 de agost              | Tour de Berlín femení                                   | 2.1   | suspesa                                                              |
| 15 de ago                   | Gran Premi Yvonne Reynders                              | 1.1   | Scarlett Souren (VolkerWessels)                                      |
| 20 – 25 de agost            | Volta a Colòmbia femenina                               | 2.2   | Lilibeth Chacón García (Clarus Merquimia Group - Strongman)          |
| 20 de ago                   | Egmont Cycling Race femenina                            | 1.2   | Lieke Nooijen (Team Visma \| Lease a Bike)                           |
| 22 de ago                   | Gran Premi Lucien Van Impe femenina                     | 1.2   | Evy Kuijpers (Fenix-Deceuninck)                                      |
| 23 de ago                   | Kortrijk Koerse                                         | 1.1   | Sofie van Rooijen (VolkerWessels)                                    |
| 29 de agost – 1 de setembre | Giro de Toscana-Memorial Michela Fanini                 | 2.2   | Margot Vanpachtenbeke (VolkerWessels)                                |
| 1 de set                    | Chrono Roland bouge                                     | 1.2   | Cédrine Kerbaol (Ceratizit-WNT Pro Cycling)                          |
| 1 de set                    | Gran Premi Beerens                                      | 1.1   | Sofie van Rooijen (VolkerWessels)                                    |
| 3 – 8 de setembre           | Tour de l'Ardecha                                       | 2.1   | Thalita de Jong (Lotto Dstny Ladies)                                 |
| 7 de set                    | À travers les Hauts-de-France femenina                  | 1.2   | suspesa                                                              |
| 8 de set                    | Gran Premi de Fourmies femení                           | 1.1   | Silvia Zanardi (Human Powered Health)                                |
| 15 de set                   | Gran Premi d'Isbergues femení                           | 1.1   | Maaike Boogaard (AG Insurance-Soudal Team)                           |
| 15 de set                   | Gran Premi Stuttgart & Region                           | 1.Pro | Eleonora Gasparrini (UAE Team ADQ)                                   |
| 15 de set                   | Pionera Race                                            | 1.2   | Debora Silvestri (Laboral Kutxa-Fundación Euskadi)                   |
| 18 de set                   | Grisette Gran Premi de Valònia                          | 1.1   | Karlijn Swinkels (UAE Team ADQ)                                      |
| 20 – 21 de setembre         | Trophée des Grimpeuses                                  | 2.2   | Karlijn Swinkels (UAE Team ADQ)                                      |
| 20 de set                   | Chrono Gatineau                                         | 1.1   | Franziska Brauße (Ceratizit-WNT Pro Cycling)                         |
| 21 de set                   | Gran Premi de Gatineau                                  | 1.1   | Letizia Paternoster (Liv AlUla Jayco)                                |
| 21 de set                   | Mirabelle Classic                                       | 1.2   | suspesa                                                              |
| 1 de oct                    | GP Internacional de Ciclismo de Santa Catarina Feminino | 1.2   | suspesa                                                              |
| 1 de oct                    | Binche-Chimay-Binche femení                             | 1.1   | Cat Ferguson (Movistar Team)                                         |
| 2 de oct                    | GP Urubici de Ciclismo Feminino                         | 1.2   | suspesa                                                              |
| 3 de oct                    | Grand Tour de Ciclismo de Santa Catarina Feminino       | 1.2   | suspesa                                                              |
| 5 de oct                    | Giro de l'Emília femení                                 | 1.Pro | Elisa Longo Borghini (Lidl-Trek)                                     |
| 8 – 9 de octubre            | Tour de Wenzhou femení                                  | 2.2   | suspesa                                                              |
| 8 de oct                    | Tre Valli Varesine femenina                             | 1.Pro | Cédrine Kerbaol (Ceratizit-WNT Pro Cycling)                          |
| 13 de oct                   | Chrono des Nations femenina                             | 1.1   | Grace Brown (FDJ-Suez)                                               |
| 17 – 20 de octubre          | Volta a Costa Rica femenina                             | 2.2   | Esther Galarza                                                       |